# NGC 6891

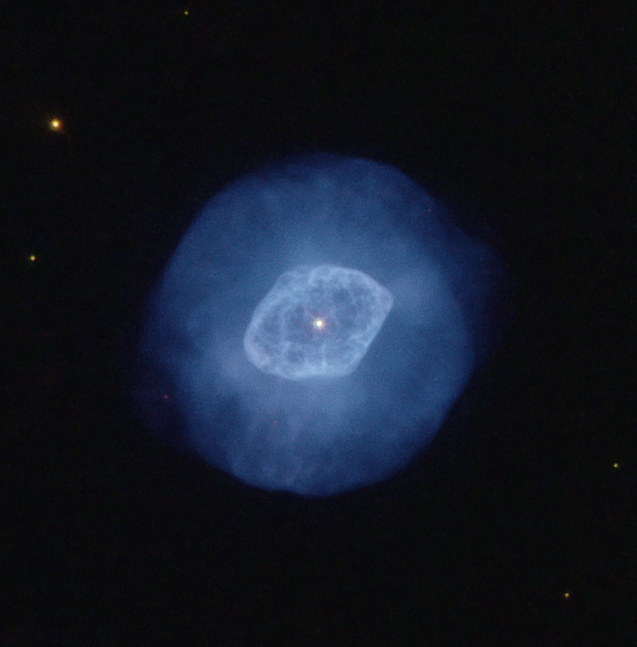
NGC 6891

NGC 6891，是一個靠近海豚座的行星狀星雲，由蘇格蘭天文學家羅夫·科普蘭發現於1884年9月22日。NGC 6891的視角為0,33'×0,30'，視星等為10.5等。